# Louis Washington Turpin
Louis Washington Turpin (* 22. Februar 1849 in Charlottesville, Albemarle County, Virginia; † 3. Februar 1903 in Greensboro, Hale County, Alabama) war ein US-amerikanischer Politiker (Demokratische Partei).

## Werdegang
Louis Washington Turpin zog nach dem Tod seiner Eltern mit seiner Schwester nach Alabama und ließ sich 1858 in Perry County nieder. Turpin absolvierte eine autodidaktische Ausbildung und ging dann landwirtschaftlichen Tätigkeiten nach. Ferner war er zwischen 1873 und 1880 als Steuereinschätzer tätig. Darüber hinaus war er sechs Jahre lang Vorsitzender des Democratic Committee von Hale County. Turpin kandidierte erfolglos um einen Sitz im 48. US-Kongress, wurde aber später in den 51. US-Kongress gewählt, wo er vom 4. März 1889 bis zum 4. Juni 1890 tätig war. Seine Wahl wurde erfolgreich von John V. McDuffie angefochten. Danach wurde er in den 52. und 53. US-Kongress wiedergewählt. Er war im US-Repräsentantenhaus vom 4. März 1891 bis zum 3. März 1895 tätig. Bei seiner Nominierung für den 54. US-Kongress erlitt er eine Niederlage und zog sich dann von der politischen Bühne zurück.
Turpin starb 1903 in Greensboro (Alabama) und wurde auf dem Stadtfriedhof beigesetzt.